# Klaus Lindemann (Grafiker)
Klaus Lindemann (* 20. Mai 1926 in Berlin; † 29. August 2007 in Höchberg bei Würzburg) war ein deutscher Grafiker, Fotograf und Maler.
Er studierte an der Berliner Hochschule für Bildende Künste in Berlin in der Abteilung Freie Kunst bei den Professoren Hans Jaenisch und Friedrich Stabenau. Nach dem Studium war er freiberuflich tätig, arbeitete als freier Künstler, Fotograf und Grafiker. Er beteiligte sich an Ausstellungen.  Ankauf von Grafik und Zeichnungen durch die Stadt Berlin.
Er arbeitete mehrere Jahre als Grafiker in einer Berliner Werbeagentur für Investitionsgüter und wechselte danach in die Industrie. Danach wechselte er als Werbeleiter in die Tochterfirma eines internationalen Konzerns im Raum Göttingen. Ab 1973 war er Abteilungsleiter für die Bereiche Werbung sowie Gestaltung und Organisation von internationalen Messen bei einer Firma in Mainfranken. Seit ca. 1986 war er wieder als Grafiker, Künstler und Fotograf freiberuflich tätig.